# Stanislovas Buškevičius
Stanislovas Buškevičius (ur. 14 września 1958 w Kownie) – litewski polityk, przewodniczący Młodej Litwy, poseł na Sejm.

## Życiorys
W 1977 ukończył studia w Instytucie Politechnicznym w Kownie, osiem lat później uzyskał tytuł zawodowy magistra ekonomii na Uniwersytecie Wileńskim. W latach 1988–1990 wykładał ekonomię na kursach wieczorowych w Instytucie Medycznym w Kownie, został jednak zwolniony z powodów politycznych.
W 1988 należał do inicjatorów powołania organizacji politycznej Młodej Litwy nawiązującej do przedwojennej organizacji o takiej nazwie. Organizował akcję bojkotu służby w Armii Czerwonej, doprowadził do upamiętnienia tzw. powstania birżańskiego z 1941 na dawnym cmentarzu karmelickim w Kownie.
Od 1993 do 1996 pełnił obowiązki doradcy premiera do spraw młodzieży w tworzonym przez postkomunistów z Litewskiej Demokratycznej Partii Pracy rządzie. W 1994 objął kierownictwo nad Młodą Litwą przekształconej wówczas w partię polityczną. W latach 1995–1996 zasiadał w radzie miejskiej Kowna. W 1996 i 2000 był wybierany do Sejmu z okręgu Kowno-Kalniečiai z poparciem Młodej Litwy. W 2004, 2008, 2012, 2016, 2020 i 2024 ponownie kandydował do Sejmu.
W 2007 i w 2011 ponownie uzyskiwał mandat radnego Kowna, pełnił funkcję zastępcy burmistrza ds. kultury i sportu.

## Życie prywatne
Żonaty, ma syna i dwie córki.